# Хэй, Эндрю
 Генерал-майор Эндрю Хэй (англ. Andrew Hay; 1762 — 14 апреля 1814, Байонна) — офицер британской армии. Участвовал в американской войне за независимость, французских революционных войнах и наполеоновских войнах. Был смертельно ранен во время боя при осаде Байонны 14 апреля 1814 года.

## Начало военной карьеры
6 декабря 1779 года Эндрю Хэй был зачислен энсином в 1-й пехотный полк. Он участвовал в американской войне за независимость и был произведён в лейтенанты 21 июля 1781 года. 24 января 1783 года он перешёл в 88-й пехотный полк в звании капитана, но когда после войны полк был расформирован, Хэй вернулся в 1-й полк, сохранив звание капитана и став старшим офицером в полку 17 апреля 1784 года.
С 1787 года по декабрь 1795 года, в период, включавший в себя начало Французских революционных войн, Хэй был на половинном жаловании, числясь капитаном. 1 сентября 1794 года он был произведён в майоры, но оставался без полка до тех пор, пока не был сформирован 93-й пехотный полк, к которому он присоединился 9 декабря 1795 года. Он служил с этим полком в Вест-Индии, пока полк не был расформирован в 1797 году.

## Служба на Британских островах
29 декабря 1798 года Хэй стал полковником Банфширского фенсибльского полка, набранного в основном из семейного имения Хэя в Банфшире в Шотландии. Фенсибли были подразделениями британской армии, сформированными для защиты от угрозы вторжения во время войны. Обычно это были временные подразделения, состоящие из местных добровольцев, но командовали ими профессиональные армейские офицеры; их роль, как правило (но не всегда) ограничивалась обороной своего города и патрулированием. В 1801 году, пока его полк служил на Нормандских островах, Хэй продал свой дом в Банфшире и переехал в Фордингбридж в Хэмпшире. Банфширские фенсибли были распущены в 1802 году, когда в соответствии с Амьенским договором был достигнут недолговечный мир.
Когда в мае 1803 года снова разразилась война с Францией, Хэй получил под командование 16-й батальон Армии резерва. 1 декабря 1804 года подразделение Хэя было переведено в регулярную армию в качестве 2-го батальона 72-го Хайлендского полка, и его повысили до подполковника. Чуть более 4 лет спустя, 19 марта 1807 года, Хэй получил под командование 3-й батальон 1-го пехотного полка, служившего в Ирландии, но как только британское правительство приняло решение поддержать испанских и португальских повстанцев в их войне против французов, Хэй и его полк был отправлен на Пиренейский полуостров.

## Пиренейские войны
14 октября 1808 года батальон Хэя прибыл в Ла-Корунью и служил под командованием сэра Дэвида Бэйрда. Посланный в поддержку войск сэра Джона Мура, Хэй участвовал в отступления к Ла-Корунье и последовавшей битве. Выжившие в битве солдаты были эвакуированы в Великобританию, откуда Хэй был отправлен в Нидерланды, где он принял участие в неудачной голландской экспедиции.
В июле 1810 года Хэй был отправлен обратно на Пиренеи с 3-м батальоном 1-го пехотного полка, который он снова получил под командование 4 августа. Хэй сражался в битве при Бусаку 27 сентября, в которой армия Веллингтона оттеснила превосходящие французские войска под командованием маршала Андре Массены. Получив 4 июня 1811 года звание генерал-майора, Хэй сражался в Саламанке 22 июля 1812 года и в Витории 21 июня 1813 года, где его сын, капитан Джордж Хэй, получил смертельное ранение.
Хэй участвовал в осаде Сан-Себастьяна, где были ранены Лейт и Освальд, старшие офицеры 5-й дивизии; тем самым Хэй вновь стал командиром дивизии. 7 октября 1813 года Хэй возглавлял 5-ю дивизию в битве при Бидасоа, в которой армия Веллингтона разгромила французские войска и перешла границу с Францией. Войска Хэя первыми пересекли реку ранним утром, застав врасплох французов, которые не знали, что вода в том месте во время отлива была глубиной только по грудь.

### Битва при Нивеле
После бегства из Бидасоа французы под командованием маршала Сульта заняли позицию вдоль Нивеля между горами близ Эноа и Сен-Жан-де-Люз. 10 ноября 1813 года 5-я дивизия под командованием Хэя и 1-я дивизия под командованием графа Эффингема нанесли обманный удар вдоль берега, позволив Лёгкой дивизии Веллингтона атаковать центр французов, в то время как 3-я, 4-я и 7-я дивизии заняли французские редуты. С потерей моста в Амоце угроза разделения армии на две части вынудила Сульта отступить ещё раз, потеряв 4,4 тыс. человек.

### Битва при Ниве
Армия Сульта закрепилась в Байонне, между Нивом и Адуром. Веллингтон, зажатый между двумя реками и Пиренеями, пересек Нив, чтобы получить оперативное пространство. Три дивизии под командованием сэра Джона Хоупа, в том числе 5-я под командованием Хэя, 9 декабря продвинулись в сторону Адура, а генералы Бересфорд и Хилл с пятью дивизиями и тремя дивизиями испанских и португальских солдат перешли реку выше по течению. Поскольку армия Веллингтона оказалась разделена, Сульт сконцентрировался и предпринял несколько попыток разгромить численно уступающие ему войска Хоупа. Контратаки произошли в течение трёх дней, начиная с 10 декабря. После провала первой атаки Сульт снова атаковал 12 и 13 декабря, и в каждом случае ему удавалось оттеснить Хоупа назад. Веллингтону приходилось каждый раз посылать подкрепление, чтобы оттеснить французов обратно в Байонну. Ночью 12-го числа из-за сильного дождя река вышла из берегов и разрушила британский понтонный мост в Вильфранке, в результате чего Хилл оказался отрезан на северной стороне реки. Несмотря на то, что его атаковали шесть дивизий Сульта, Хилл держался до тех пор, пока четыре часа спустя не прибыла шестая дивизия Веллингтона, переправившись через реку в Юстарисе. Тем временем Бересфорд послал три дивизии через реку в Вильфранке, вынудив французов отступить в Байонну. Когда в конце года командование 5-й дивизии перешло к сэру Чарльзу Колвиллу, Хэй вернулся в свою бригаду.

### Бой при Байонне
Из-за находящейся поблизости армии Сульта Веллингтону не удалось осадить Байонну, и ему пришлось разделить свои силы. Он использовал основную часть своей армии, чтобы отвлечь Сульта, в то время как Хоуп с 1-м и 5-м дивизиями и несколькими независимыми бригадами остался блокировать города. Для этого войска Хоупа должны были пересечь Адур, для чего из лодок был построен понтонный мост. После задержек, вызванных неблагоприятной погодой, армия Хоупа, включая бригаду Хэя, завершила переправу 25 февраля и окружила Байонну 27 февраля. Хоуп действовал неторопливо, и даже к 10 апреля ещё не завершил свои приготовления.
13 апреля 1814 года известие об отречении Наполеона достигло Байонны. Хэй, который был дежурным офицером, распространил эту новость среди солдат. Все считали, что война скоро закончится, и солдаты вернутся домой. Рано утром следующего дня губернатор Байонны генерал Пьер Тувёно, который также услышал эту новость, совершил вылазку, которая впоследствии была осуждена обеими сторонами как бессмысленная бойня, и которая стала последним сражением Пиренейской войны. Хэй, который защищал церковь Святого Этьена, погиб, призывая своих людей сражаться до последнего.

## Память
В церкви, возле которой он умер, офицерами 3-го батальона 1-го пехотного полка был воздвигнут мемориал Хэю; позже финансируемый правительством мемориал был размещен в соборе Святого Павла. Вдова Хэя также почтила его память памятником в церкви Девы Марии возле их семейного дома в Фордингбридже.